# Rankovce
Rankovce (makedonska: Ранковце) är en ort i Nordmakedonien. Den är huvudort i kommunen med samma namn, i den nordöstra delen av landet, 60 kilometer öster om huvudstaden Skopje. Rankovce ligger 472 meter över havet och antalet invånare är 4 071.